# لمع الأدلة في قواعد عقائد أهل السنة والجماعة (كتاب)
لمع الأدلة في قواعد عقائد أهل السنة والجماعة كتاب للإمام الجويني عبارة عن رسالة في العقيدة الإسلامية، أو مجرد كتاب مختصر في العقيدة التي يؤمن بها أهل السنة والجماعة من المسلمين، قام بتأليفها لبيان حقيقة المذهب السني في العقيدة، مدعومة بالأدلة الموجزة، والبراهين العقلية، وقد كتب هذه الرسالة غالباً في أول حياته تلبية لدعوة أصحابه وتلاميذه وطلابه الذين كانوا يحيطون به، ويجلسون إليه، واقتصر في الرسالة على مسائل العقيدة وعلم الكلام التي رآها أجدر من غيرها بالذكر، ويشتد حولها الخلاف بين المتكلمين والمعتزلة وغيرهم من أصحاب المذاهب الكلامية.

## موضوعه ومحتواه
وجاءت موضوعات الرسالة مسلسلة ومتصلة مثل بقية كتب إمام الحرمين في علم أصول الدين، فبدأها بالكلام عن العالم وحدوثه للوصول إلى وجود الله تعالى وقدمه، ثم انتقل للحديث عن الله تعالى وصفاته، وأن صانع العالم وخالقه أزلي الوجود، قديم الذات، يتصف بعدة صفات واجبة وجائزة، ومن صفاته الكلام، فقال إمام الحرمين: «فليستيقن العاقل أن الكلام القديم ليس بحروف ولا أصوات ولا ألحان ولا نغمات فإن الحروف تتوالى وتترتب ويقع بعضها مسبوقا ببعض وكل مسبوق حادث. فصل: وكلام الله تعالى مقروء بألسنة القرّاء، محفوظ بحفظ الحفظة، مكتوب في المصاحف على الحقيقة، والقراءة أصوات القارئين ونغماتهم...»

## طبعاته
وهذا الكتاب نشر في القاهرة من المؤسسة المصرية العامة للتأليف في سلسلة تراثنا، بتقديم وتحقيق الدكتورة فوقية حسين محمود، مدرسة الفلسفة بكلية البنات بجامعة عين شمس، ومراجعة الدكتور محمود الخضيري، عام 1385 هـ/1965م، مع تقديم عن سيرة إمام الحرمين الجويني، ومصنفاته ومكانته وتعليق على التحقيق، ونشر الكتاب عن نسخة خطية بدار الكتب المصرية وأخرى عن مكتبة برلين.

## شروحه
وللكتاب شروح كثيرة، منها: شرح لمع الأدلة في التوحيد، تأليف أبي محمد عبد الله شرف الدين بن محمد بن علي الفهري الشهير بابن التلمساني، المتوفى سنة 644 هـ، ويوجد لهذا الشرح نسخة مخطوطة بمكتبة أحمد الثالث بتركيا، ولها فيلم بمعهد المخطوطات العربية، ونسخة بمكتبة الأسكوريال بأسبانيا، وقد اعتمدت محققة الرسالة على هذا الشرح عند التعليق والتحقيق.